# 飯盛石
飯盛石（いいもりせき、 Iimoriite-(Y)）は、1967年にIMA (国際鉱物学連合) から新鉱物として承認を受け、1970年に発表された日本産新鉱物で、国立科学博物館の鉱物学者加藤昭と筑波大学の地球化学者長島弘三により、福島県の阿武隈山地のペグマタイト中から発見された。 化学組成は Y2[SiO4][CO3]で、三斜晶系。希土類元素のイットリウムが主要元素であるため、レヴィンソン則に基づき学名にはサフィックスとして"Y"が付く（日本語では「イットリウム飯盛石」となる）。
発見地の希元素鉱物研究で先行しており、理化学研究所で日本の希元素鉱物の研究に多大な貢献をした飯盛里安と、その子飯盛武夫の業績をたたえて命名された。
発見時は大きな結晶が見つからなかったことから化学組成、格子定数及び結晶構造には不正確な点があったが、アラスカ産の標本の解析により現在のものに訂正された。